# Заболотье (Шангское сельское поселение)
Заболотье — деревня в составе Шангского сельского поселения Шарьинского района Костромской области.

## География
Расположена на автодороге Урень — Шарья — Никольск — Котлас Р157.

## История
Согласно Спискам населенных мест Российской империи в 1872 году деревня относилась к 3 стану Ветлужского уезда Костромской губернии. В ней числилось 7 дворов, проживало 32 мужчины и 30 женщин.
Согласно переписи населения 1897 года в деревне проживало 105 человек (39 мужчин и 66 женщин).
Согласно Списку населенных мест Костромской губернии в 1907 году деревня относилась к Николо-Шангской волости Ветлужского уезда Костромской губернии. По сведениям волостного правления за 1907 год в деревне числилось 22 крестьянских двора и 124 жителя. Основным занятием жителей деревни был лесной промысел.

## Население
| 2008 | 2010 | 2014 |
| ---- | ---- | ---- |
| 4    | ↘0   | ↗4   |